# Wallaceophis
Wallaceophis je rod hada z čeledi užovkovitých, který byl popsán v březnu 2016. Reprezentuje jej jediný druh, Wallaceophis gujaratensis. Jméno Wallaceophis znamená „Wallaceův had“ a je poctou anglickému přírodovědci Alfredu Russeli Wallaceovi. Druhové jméno odkazuje na indickou provincii Gujarat, v níž byl nalezen. Dosud je známo sedm lokalit v Gujaratu, na nichž byl tento had pozorován. Měří až 93 centimetrů na délku. O jeho biologii není známo nic.